# Psammitis secedens
Psammitis secedens is een spinnensoort uit de familie van de krabspinnen (Thomisidae).
De wetenschappelijke naam van de soort werd in 1876 als Xysticus secedens gepubliceerd door Ludwig Carl Christian Koch.